# Orlicz Suchedniów
Miejski Klub Sportowy Orlicz Suchedniów – polski klub sportowy założony w 1924 roku w Suchedniowie po połączeniu Sarmacji i Strzelca, co czyni go najstarszym świętokrzyskim klubem. Prowadzi trzy sekcje: piłki nożnej, siatkówki, i badmintona. Obecna nazwa klubu została nadana przez działaczy po raz pierwszy w 1936 roku, aby uczcić pamięć poległego legionisty, generała Gustawa Dreszera ps. Orlicz.

## Historia sekcji piłkarskiej
Pierwsze mecze piłkarskie w Suchedniowie odbywały się jeszcze przed odzyskaniem przez Polskę niepodległości. Rywalizowały w nich zespoły, które nie były zrzeszone w żadnym związku. 1 listopada 1916 roku w strukturach ZHP powstał klub Świt. W 1924 roku po połączaniu Sarmacji i Strzelca suchedniowianie zgłosili swoją drużynę do rozgrywek, co czyni ją najstarszym klubem w obecnym województwie świętokrzyskim. Cztery lata po założeniu zespół występował w klasie A, plasując się w niej na trzecim miejscu, a w następnym sezonie zwyciężając. W spotkaniach o awans do ligi państwowej zmierzył się z Victorią Częstochowa i Wartą Zawiercie, ulegając tej drugiej po zaciętych bojach. W 1936 roku działacze klubu zmienili jego nazwę na Orlicz, aby uczcić pamięć poległego legionisty, generała Gustawa Dreszera ps. Orlicz. Następnie drużyna znalazła się w Krakowskim Okręgowym Związku Piłki Nożnej i rywalizowała w klasie B.
W czasie II wojny światowej suchedniowskie boisko zostało zniszczone, a wielu zawodników zginęło na frontach, w lasach Kielecczyzny i w obozach koncentracyjnych. Życie sportowe nie zanikło jednak całkowicie – piłkarze rozgrywali mecze w ustronnych miejscach. Po ustaniu działań wojennych odbudowano obiekty sportowe, natomiast ich uroczyste otwarcie odbyło się 6 maja 1945 roku. W tym samym roku Orlicz wziął udział w eliminacjach mistrzowskich, w których wywalczył prawo gry w klasie B. Kolejny sezon klub zakończył na pierwszym miejscu w tabeli i awansował do klasy A. W 1952 roku zespół prowadzony przez Jerzego Junga sięgnął po puchar Polski na szczeblu okręgu. Sukces ten spowodował, że klub następnie wystąpił w rozgrywkach centralnych, przegrywając z Lotnikiem Warszawa 1:3. W 1953 roku Orlicz zadebiutował w III lidze. Mecze drużyny oglądało na stadionie 10 tysięcy kibiców. Pobyt wśród trzecioligowców nie trwał jednak długo – klub z dorobkiem 12 punktów (trzy zwycięstwa, sześć remisów i 13 porażek) został zdegradowany. Jedną z przyczyn spadku była słaba postawa zawodników w spotkaniach wyjazdowych. Kolejne lata przyniosły kryzys, a Orlicz w 1959 roku znalazł się w klasie B. Dwa lata później wywalczył promocję do ligi okręgowej, w której suchedniowscy piłkarze radzili sobie dobrze. W sezonie 1963/1964 piłkarz Orlicza Waldemar Kołacz został wybrany najlepszym zawodnikiem województwa kieleckiego w klasyfikacji "Tempa".

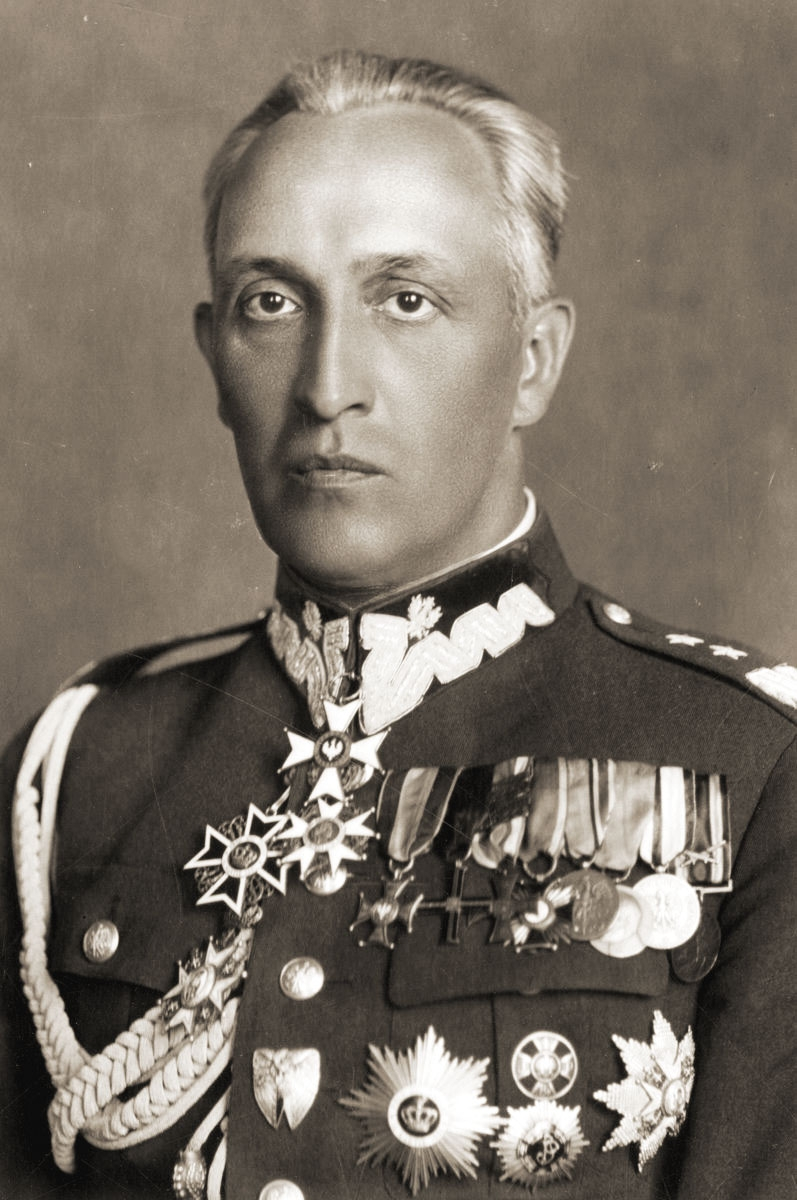
Obecna nazwa klubu została nadana na cześć generała Gustawa Dreszera ps. Orlicz

W połowie lat 60. w klubie nastąpił kolejny kryzys – przez dwa lata Orlicz występował w klasie B. Po uzyskaniu promocji do klasy A zespół występował w niej do 1973 roku. Wtedy to drużyna prowadzona przez Zdzisława Włodarczyka uplasowała się na drugim miejscu i wywalczyła awans do klasy okręgowej. W sezonie 1975/1976 w barwach suchedniowskiego zespołu zadebiutował najmłodszy wychowanek w historii klubu, Mirosław Wnuk, który później reprezentował Polskę w kategoriach młodzieżowych. W 1981 roku Orlicz dotarł do finału pucharu Polski na szczeblu okręgu, a w kolejnym sezonie wystąpił na szczeblu centralnym. W pierwszej rundzie pokonał po rzutach karnych RKS Radomsko, a następnie w ten sam sposób przegrał w rezerwami Widzewa Łódź. W latach 80. drużyna zaliczana była do najlepszych w województwie kieleckim i występowała w lidze okręgowej. W 1990 roku Orlicz pod wodzą Konrada Jędryki awansował do IV ligi międzywojewódzkiej, w której rywalizował z innymi drużynami przez następne dwa sezony. Dwa lata później Orlicz uzyskał promocję, a po kolejnych trzech sezonach spadł do klasy okręgowej, by w 1996 roku ponownie awansować do IV ligi międzywojewódzkiej. 
W 1998 roku odbyły się jubileuszowe obchody klubu, a w ich ramach rozegrano mecz pomiędzy Orliczem a "Orłami Górskiego". Honorowym gościem był członek Klubu Wybitnego Reprezentanta Gerard Cieślik. Drużyna została odznaczona "Srebrną Odznaką Honorową PZPN". W 2000 roku zespół awansował do nowo utworzonej IV ligi świętokrzyskiej. Również wówczas drużyna pozyskała sponsora, firmę Jezierski, która wycofała się po dwóch latach. Mimo to Orlicz należał do czołowych zespołów w lidze. W sezonie 2006/2007 suchedniowscy piłkarze dobrze radzili sobie pod wodzą nowego trenera Janusza Cieślaka i przez trzy kolejki znajdowali się na pierwszym miejscu. Ostatecznie zakończyli rozgrywki na szóstej lokacie. Trzy lata wcześniej, latem 2004 roku, Orlicz został odznaczony "Złotą Odznaką Honorową PZPN". W sezonie 2008/2009 drużyna, w wyniku reformy, znalazła się w III lidze małopolsko-świętokrzyskiej. Występowała tam do 4 sezony. W sezonie 2012/2013 Orlicz występował w IV lidze świętokrzyskiej. W sezonie 2014/2015 drużyna zajęła przedostatnie miejsce w tabeli i spadła do świętokrzyskiej klasy okręgowej. Na VI szczeblu drużyna z Suchedniowa spędziła 4 sezony, po czym powróciła do IV ligi, w której występowała do sezonu 2022/2023, po którym ponownie spadła do klasy okręgowej.

## Kadra w sezonie 2015/2016
Stan na 13 kwietnia 2016
| Nr | Poz. | Piłkarz              |
| -- | ---- | -------------------- |
| 1  | BR   | Mateusz Ubysz        |
| 13 | PO   | Maciej Banaczkowski  |
| 18 | OB   | Mateusz Sikora       |
| 4  | OB   | Dariusz Górecki      |
| 5  | PO   | Piotr Mądzik         |
| 10 | PO   | Łukasz Tuśnio        |
| 7  | PO   | Krzysztof Rzeszowski |
| 5  | NA   | Kamil Moskal         |
| 9  | PO   | Robert Notzel        |
| 17 | PO   | Karol Świtowski      |
| 11 | NA   | Mirosław Słoń        |
| 12 | BR   | Mateusz Ubysz        |
| 13 | NA   | Michał Zegadło       |

| Nr | Poz. | Piłkarz            |
| -- | ---- | ------------------ |
| 14 | OB   | Przemysław Obara   |
| 15 | PO   | Maciej Nowak       |
| 16 | OB   | Marek Banaczkowski |
| 2  | PO   | Szymon Gryz        |
| 14 | NA   | Piotr Grudniewski  |
| 14 | PO   | Piotr Gniaździński |
| 8  | OB   | Michal Bator       |

## Statystyki
- Najwięcej meczów: Rajmund Kabała – 379[20]
- Najwięcej goli: Piotr Adwent – 91[20]
- Najwyższe zwycięstwo u siebie: Orlicz Suchedniów – Orlęta Kielce 13:0 (1973)[20]
- Najwyższe zwycięstwo na wyjeździe: Stal Końskie – Orlicz Suchedniów 0:9 (1951)[20]
- Najdłużej pracujący trener: Zdzisław Włodarczyk – 9 lat (197 meczów)[20]

## Inne sekcje
Orlicz Suchedniów posiada również inne sekcje. Zespół siatkarski (który istniał także w latach 1950-1954) występuje obecnie w III lidze. Od 1979 roku w klubie działa także sekcja badmintona. Wcześniej istniały sekcje: bokserska, brydża, hokeju na lodzie, kolarstwa, koszykówki, lekkoatletyki (najdłużej – w latach 1928-1985), szachowa.